# Microtrichalus retractus
Microtrichalus retractus – gatunek chrząszcza z rodziny karmazynkowatych i podrodziny Lycinae.
Gatunek ten opisany został w 1998 roku przez Ladislava Bocáka.
Chrząszcz o ciele długości od 5,8 do 10,3 mm. Ubarwienie całego ciała brązowe. Oczy małe. Odległość między oczami z przodu równa 1,36 średnicy. Warga górna znacznie węższa od przedniego brzegu nadustka. Przedplecze trapezowate, znacznie szersze u nasady niż z przodu.
Gatunek orientalny, znany wyłącznie z filipińskiej wyspy Mindanao.